# ليليا بودكوبايفا
ليليا ألكسندريفنا بودكوبايفا (بالإنجليزية: Lilia Alexandrivna Podkopayeva) ((بالأوكرانية: Лілія Олександрівна Подкопаєва); (الروسية: Лилия Александровна Подкопаева) (ليليا ألكسندريفنا بودكوبايفا); المولودة في 15 أغسطس 1978) هي لاعبة جمباز أوكرانية. وكانت بطلة جميع جولات بطولة العالم لعام 1995 وبطلة جميع جولات بطولة الألعاب الأوليمبية لعام 1996.

## المسار الرياضي في لعبة الجمباز

### 1993
في أبريل، شاركت بودكوبايفا في منافسات بطولة العالم في برمنجهام بالمملكة المتحدة. وقد تأهلت لنهائي القفز، ولكنها أخفقت من المحاولة الأولى وحلت ثانية بعدد نقاط 8.893.[بحاجة لمصدر]

### 1994
في أبريل، شاركت بودكوبايفا في منافسات بطولة العالم في بريزبين، أستراليا. وحلت سادسة في جميع جولات النهائي بعدد نقاط 38.942. في نهائيات الحدث، حلت ثامنة في القفز بعدد نقاط 9.424، واحتلت المركز الخامس في المتوازي المختلف الارتفاع بعدد نقاط 9.350، وحلت ثانية في عارضة التوازن بعدد نقاط 9.737.
في نوفمبر، شاركت بودكوبايفا في منافسات بطولة العالم للمنتخبات الوطنية في دورتموند، ألمانيا. وساهمت في جميع الجولات برصيد 38.099 وقادت الفريق الأوكراني في النهاية للمركز الخامس.

### 1995
في أكتوبر، شاركت بودكوبايفا في منافسات بطولة العالم في ساباي، اليابان. ساعدت المنتخب الأوكراني في أن يحل خامسًا مما يعني تأهل جميع لاعبي الفريق لبطولة الألعاب الأوليمبية. في الأدوار التالية فازت بودكوبايفا بجميع جولات النهائي بعدد نقاط 39.248. في نهائيات الحدث، حلت ثامنة في القفز بعدد نقاط 9.781، واحتلت المركز الخامس في المتوازي المختلف الارتفاع بعدد نقاط 9.837، وحلت ثانية في عارضة التوازن بعدد نقاط 9.837 وحلت سابعة في الحركات الأرضية برصيد 9.087.

### 1996
في البداية، أصيبت بودكوبايفا إصابة بالغة عندما سقطت من على عارضة التوازن، مما سبب لها كسرًا في الضلعين.[بحاجة لمصدر]
في مايو، شاركت بودكوبايفا في منافسات بطولة أوروبا في برمنجهام، المملكة المتحدة. ساعدت المنتخب الأوكراني في أن يحل ثالثًا، وبالنسبة لها فقد فازت بجميع جولات النهائي بعدد نقاط 39.205. في نهائيات الحدث، حلت ثالثة في عارضة التوازن بعدد نقاط 9.756، واحتلت الصدارة في المتوازي المختلف الارتفاع بعدد نقاط 9.825، واحتلت أيضًا الصدارة في الألعاب الأرضية بعدد نقاط 9.862.

#### دورة الألعاب الأوليمبية أتلانتا
في يوليو، شاركت بودكوبايفا في منافسات ألعاب الأولمبياد الصيفية 1996 في أتلانتا، الولايات المتحدة. وساهمت في الجولات الاختيارية الإجبارية بعدد نقاط 78.061 في نهائي السيدات وقادت المنتخب الأوكراني ليحل خامسًا في النهاية. في الأدوار التالية فازت بودكوبايفا بـ جميع جولات النهائي بعدد نقاط 39.255. في نهائيات الحدث، حلت خامسة في المتوازي المختلف الارتفاع بعدد نقاط 9.787، وحلت ثانية في عارضة التوازن برصيد 9.825، واحتلت الصدارة في الأرضية برصيد 9.887. وحلت رابعة وسجلت رقمًا قياسيًا لم يحطمه لاعب جمباز حتى الآن، إذ فازت بجميع جولات الأولمبياد بالإضافة إلى أنها حاملة لقب بطولة العالم وهي لاعبة الجمباز الوحيدة الفائزة بجميع الجولات دون فوز فريقها بأي ميدالية. قالت بودكوبايفا «إنني أحمل على عاتقي المسئولية الكاملة للأداء بطريقة جيدة لأنني بطلة العالم وبطلة أوروبا. إنني في قمة سعادتي، إذ استطعت الوصول للحركات الأرضية.»

### 1997
وقد كان من المفترض أن تكمل بودكوبايفا المشاركة في البطولات بعد دورة الألعاب الأوليمبية لعام 1996، وكانت ضمن لاعبي المنتخب الأوكراني في بطولة العالم لعام 1997. ولكن أجبرتها الإصابة على الجلوس خارجًا والاعتزال فيما بعد.[بحاجة لمصدر]

## معلومات شخصية
في عام 2002، بدأت بودكوبايفا في الاحتفال بالمهرجان الرياضي الدولي بمشاركة ليليا الذهبية. وهذا الحدث عبارة عن معرض يضم لاعبي الجمباز الفني والإيقاعي، والألعاب البهلوانية والراقصات والهدف منه إلهام الشباب. بمناسبة هذا الاحتفال صرحت قائلة "يُعد الاحتفال بالشخصيات البارزة والمواهب الساطعة أمرًا مهمًا، إذ تستطيع أجيال المستقبل اتباع الأفضل فالأفضل.
في ديسمبر 2004، تزوجت بودكوبايفا من رجل أعمال أوكراني، وهو تسيمافي ناجورني (Timofei Nagorny) وأنجبا طفلين: فاديم (Vadim) الذي تم تبنيه في أوكرانيا في يوليو 2006 وكارولينا (Karolina) المولودة في نوفمبر من العام نفسه. ومع ذلك، فإنه في عام 2009، طُلقت ليليا من تسيمافي وشاركت طليقها حضانة أطفالها.[بحاجة لمصدر]
في عام 2005، أصبحت بودكوبايفا الأمم المتحدة سفيرة الأمم المتحدة للنوايا الحسنة المتابعة لفيروس نقص المناعة المكتسبة / الإيدز في أوكرانيا. وأصبحت أيضًا سفيرة المجلس الأوروبي للرياضة والتسامح واللعب النظيف.
في عام 2007، فازت بودكوبايفا بجائزة الرقص مع النجومالأوكرانية مع شريكها سيرجي كوستيتسكي (Sergey Kostetskiy). مثلت أوكرانيا في السنة التالية في مسابقة يوروفيجن للرقص. وحلت ثالثة في المسابقة مع شريكها كيريل خيتروف (Kirill Khitrov).

## روابط خارجية
- ليليا بودكوبايفا على موقع الاتحاد الدولي للجمباز (licence) (الإنجليزية)
- ليليا بودكوبايفا على موقع الاتحاد الدولي للجمباز (biography) (الإنجليزية)
- ليليا بودكوبايفا على موقع اللجنة الأولمبية الدولية (الإنجليزية)
- ليليا بودكوبايفا على موقع أوليمبيديا (الإنجليزية)